# سالی (فیلم ۲۰۱۶)
سالی (به انگلیسی: Sully) فیلمی آمریکایی در سبک درام زندگینامه‌ای به کارگردانی کلینت ایستوود و نویسندگی تاد کمارنیکی، براساس داستان بلندترین وظیفه توسط چسلی سولنبرگر و جفری زاسلو است. در این فیلم ستارگانی همچون تام هنکس، آرون اکهارت، لورا لینی، هولت مک‌کالانی و جری فرارا نقش دارند.

## داستان
این فیلم داستان خلبان آمریکایی چسلی «سالی» سولنبرگر و فرود اضطراری قهرمانانهٔ پرواز ۱۵۴۹ یو اس ایرویز از خطوط هوایی ایالات متحده را که در ژانویه ۲۰۰۹ با ۱۵۵ مسافر و خدمه در رودخانه هادسون نشست و همچنین تبلیغات پس از آن و بررسی نحوه عملکرد خلبان را به تصویر می‌کشاند.

## بازیگران
- تام هنکس در نقش چسلی «سالی» سولنبرگر
- آرون اکهارت در نقش جف اسکلز
- لورا لینی در نقش لورن سولنبرگر
- هولت مک‌کالانی در نقش مایک کلیری
- جری فرارا